# Народна библиотека „Милош Требињац” Бајина Башта
Народна библиотека "Милош Требињац" је библиотека у Бајиној Башти, која важи као једна од најбогатијих са књигама у Златиборском округу.

## Историјат
Народна библиотека "Милош Требињац" је једна од девет библиотека Златиборског округа чија је матична библиотека Народна библиотека Ужице која покрива 10 општина и у оквиру којих она успешно остварује задатке на развоју библиотечко-информационе делатности у општинским и школским библиотекама.
Народна библиотека "Милош Требињац" је смештена у згради Установе "Култура" у Бајиној Башти.

### Милош Требињац
Библиотека носи име по Милошу Требињцу који је рођен у Бајиној Башти, 6. априла 1886, а преминуо у Београду, 29. августа 1939. године. Милош Требињац је био професор, политички радник и револуционар.

## Одељења
Народна библиотека „Милош Требињац“ има три одељења:
- Одељење за децу,
- Одељење за одрасле и
- Завичајно одељење.

## Фондови
Библиотека у свом фонду поседује око 79.000 књига.
Дневни листови који стижу сваког дана и који се могу читати у читаоницу су: Политика, Вечерње новости, Блиц, Данас и Спортски журнал.
Од седмичних издања стижу: НИН, Глорија, Политикин Забавник и Светосавско звонце.

## Издаваштво
Библиотека издаје "Кипријанов кладенац".

## Манифестације
Народна библиотека „Милош Требињац“ у оквиру своје делатности организује неколико манифестација:
- Књижевне вечери,
- Промоције књига,
- Радионице,
- Смотре,
- Предавања

## Библиотека данас
Народна библиотека „Милош Требињац“ данас има осам запослених и око 2.700 чланова.